# Kővágótöttös
Kővágótöttös là một thị trấn thuộc hạt Baranya, Hungary. Thị trấn này có diện tích 13,94 km², dân số năm 2010 là 326 người, mật độ 23 người/km².